# Literaturjahr 1903
Liste der Literaturjahre

◄◄ | ◄ | 1901 | 1902 | Literaturjahr 1903 | 1904 | 1905 | 1906 | ► | ►►

Weitere Ereignisse
Dieser Artikel behandelt das Literaturjahr 1903.

## Ereignisse
- 15. Dezember: Die erste Ausgabe der Wochenzeitschrift Neue Rundschau erscheint im S. Fischer Verlag in Berlin.
- 21. Dezember: Der Prix Goncourt, Frankreichs bedeutendster Literaturpreis, wird erstmals vergeben. Erster Preisträger des ohne Unterbrechung bis heute jährlich vergebenen Preises ist John-Antoine Nau.

### Lyrik
- Der Gedichtband Parcival – Die frühen Gärten wird veröffentlicht, der seinem Autor Karl Gustav Vollmoeller zum Durchbruch verhilft.

### Neuerscheinungen
- The Ambassadors: Henry James
- Die Homosexualität. Ein Beitrag zur Sittengeschichte unserer Zeit[1]: Erich Mühsam
- Drei Fragen: Lew Tolstoi
- Enfant à la balustrade: René Boylesve
- Force ennemie: John Antoine Nau
- Hänschen im Blaubeerenwald: Elsa Beskow
- The Jewel of Seven Stars: Bram Stoker
- König Assarhaddon: Lew Tolstoi
- Kui Anija mehed Tallinnas käisid: Eduard Vilde
- Lady Rose's Daughter: Mary Augusta Ward
- The Log of a Cowboy: A Narrative of the Old Trail Days: Andy Adams
- The Pit: Frank Norris
- Principia Ethica: G. E. Moore
- The Private Papers of Henry Ryecroft: George Gissing
- The Riddle of the Sands: Robert Erskine Childers
- Said the Fisherman: Marmaduke Pickthall
- The Souls of Black Folk: W. E. B. Du Bois
- The Tale of Squirrel Nutkin: Beatrix Potter
- Trix: Eufemia von Adlersfeld-Ballestrem
- Typhoon and Other Stories: Joseph Conrad
- Vérité: Émile Zola
- Les affaires sont les affaires (Geschäft ist Geschäft (Komödie)) : Octave Mirbeau
- The Way of All Flesh (postum): Samuel Butler
- Weltgift: Peter Rosegger
- The Wind in the Rose Bush: Mary E. Wilkins Freeman

### Auszeichnungen
- Der Prix Goncourt für französische Literatur wird erstmals verliehen. John Antoine Nau ist mit Force ennemie der erste Preisträger.

### Sonstiges
- 24. Oktober: Mark Twain zieht um nach Florenz.
- November: The Popular Magazine erscheint erstmals in New York City.

## Geboren
- 11. Januar: Alan Paton, südafrikanischer Schriftsteller († 1988)
- 11. Januar: Ilse Weber, tschechoslowakische deutschsprachige jüdische Schriftstellerin († 1944)
- 02. Februar: Eugen Kogon, deutscher Publizist und Politikwissenschaftler († 1987)
- 12. Februar: Georges Simenon, belgischer Schriftsteller († 1989)
- 20. Februar: Ella Maillart, Schweizer Reiseschriftstellerin († 1997)
- 21. Februar: Anaïs Nin, US-amerikanische Schriftstellerin († 1977)
- 21. Februar: Raymond Queneau, französischer Dichter und Schriftsteller († 1976)
- 22. Februar: Morley Callaghan, kanadischer Schriftsteller († 1990)
- 24. Februar: Franz Burda, deutscher Verleger († 1986)
- 10. März: Clare Boothe Luce, US-amerikanische Schriftstellerin und Verlegerin († 1987)
- 18. März: e. o. plauen, deutscher Illustrator und Cartoonist († 1944)
- 23. März: Frank Sargeson, neuseeländischer Schriftsteller († 1982)
- 03. April: Peter Huchel, deutscher Lyriker († 1981)
- 10. Mai: Hans Jonas, deutsch-jüdischer Ethiker († 1993)
- 13. Mai: Reinhold Schneider, deutscher Schriftsteller († 1958)
- 08. Juni: Marguerite Yourcenar, französischsprachige Schriftstellerin († 1987)
- 18. Juni: Raymond Radiguet, französischer Schriftsteller und Dichter († 1923)
- 25. Juni: George Orwell, britischer Schriftsteller († 1950)
- 10. Juli: John Wyndham, britischer Schriftsteller († 1969)
- 29. August: Jean Follain, französischer Dichter († 1971)
- 29. August: Ernst Kreuder, deutscher Schriftsteller († 1972)
- 07. September: Shimaki Kensaku, japanischer Autor († 1945)
- 08. September: Jane Arbor, britische Schriftstellerin († 1994)
- 09. September: Edward Upward, britischer Schriftsteller († 2009)
- 09. September: Phyllis Whitney, US-amerikanische Mystery-Autorin († 2008)
- 11. September: Theodor W. Adorno, deutscher Sozialphilosoph und Komponist († 1969)
- 14. September: Mart Raud, estnischer Schriftsteller und Lyriker († 1980)
- 20. September: Joseph Breitbach, deutsch-französischer Schriftsteller († 1980)
- 28. September: Albert Vigoleis Thelen, deutscher Schriftsteller († 1989)
- 17. Oktober: Nathanael West, US-amerikanischer Schriftsteller und Drehbuchautor († 1940)
- 28. Oktober: Evelyn Waugh, britischer Schriftsteller († 1966)
- 01. November: Jean Tardieu, französischer Dichter und Dramatiker († 1995)

## Gestorben
- 12. Mai: Karl Oppel, deutscher Schriftsteller (* 1816)
- 11. Juli: William Ernest Henley, britischer Dichter, Kritiker und Herausgeber (* 1849)
- 18. September: Alexander Bain, schottischer Philosoph (* 1818)
- 01. November: Theodor Mommsen, deutscher Historiker (* 1817)
- 08. Dezember: Herbert Spencer, britischer Philosoph (* 1820)
- 28. Dezember: George Gissing, britischer Schriftsteller (* 1857)

## Literaturpreise 1903
- Nobelpreis für Literatur: Bjørnstjerne Bjørnson
- Prix Goncourt: John Antoine Nau mit Force ennemie